# Nicolás Ruiz Espadero
Nicolás Ruiz Espadero (l'Havana, Cuba, 15 de febrer de 1832 - 30 d'agost de 1890) fou un pianista i compositor cubà.
Fill d'una pianista semiprofessional Dolores Espadero (1790-1885), des de ben infant manifestà gran afició a la música, component acceptables peces musicals, però els seus pares, contrariats per les seves inclinacions filharmòniques, el dedicaren a les lletres, i no van permetre que estudiés el piano més de mitja hora diària. A setze anys, havent mort el seu pare, prengué per mestre Miró, distingit pianista establert llavors a l'Havana, i després al cèlebre Fernando Aristi, del qual rebé lliçons per espai de tres anys.
Més tard estudià tots els clàssics i travà amistat amb tots els pianistes notables que visitaren l'Havana, entre ells Gottschalk, Fontana i Strakosch. Al primer d'aquests, el seu amic més íntim, el sorprengué el secret del seu mecanisme brillant i del seu elegant i grandiós estil, i amb el segon feu un estudi profund de Frédéric Chopin, identificant-se amb les composicions del mestre immortal.
Espadero fou un pianista eminent, a la seva ciutat natal exercí de professor, tenint entre els seus alumnes, el que després seria compositor molt reconegut en Gaspar Villate y Montes. Fou un compositor original, fresc, elegant; el seu estil recorda el sabor de la música de Gottschalk, però amb una mica més de poder i profunditat, segons diu la Biographie Universelle des Musiciens, que li assegurà un lloc preeminent entre els compositors contemporanis. La casa Escudier de París publica les obres següents d’Espadero:
- Souvenir d'autrefois,
- Chant de l'âme,
- Cantinèle,
- La plainte du poète,
- Partez ingrate,
- Ossian,
- La chute des feuilles,
- Sur la tombe de Gottschalk,
- Plainte de l'esclave,
- Innocence,
- Tristesse,
- Deuxième ballade,
- Scherzo,
- Vals ideale,
- Chants de Guagiro

A més compongué una Ave María', una gran sonata per a piano, un quintet instrumental, un gran vals satànic per a dos pianos, barcaroles, nocturns i gran nombre de melodies.
El 1876 col·leccionà i classificà les obres de Gottschalk que havien quedat inèdites.